# Kalisz
Kalisz je mesto v osrednji Poljski in drugo največje mesto v Velikopoljskem vojvodstvu. Decembra 2020 je imelo 99.106 prebivalcev. Kalisz je glavno mesto Kališke regije. Stoji ob reki Prosni na jugovzhodu Velikopoljske in tvori somestje z bližnjima mestoma Ostrów Wielkopolski in Nowe Skalmierzyce.
Kalisz je eno najstarejših mest na Poljskem in ena od dveh tradicionalnih prestolnic Velikopoljske. Druga je bila Poznanj. Od srednjega veka je bil pomembno regionalno središče, glavno mesto province in pomembno kraljevo mesto. Je eno od zgodovinskih pokopališč srednjeveških poljskih monarhov in vojvod iz dinastije Pjastov, mesto številnih pomembnih dogodkov v poljski zgodovini ter prizorišče več bitk. Od 19. stoletja je središče industrijskega okrožja. Je kulturno, znanstveno, izobraževalno in upravno središče vzhodne in južne Velikopoljske regije ter sedež rimskokatoliške škofije Kalisz.

## Ime
Za ime Kalisz se domneva, da izvira iz arhaične besede kal, ki pomeni močvirje ali barje.

## Zgodovina
Na območju Kalisza je veliko najdb iz rimskih časov, ki kažejo, da je bila naselbina nekoč postajališče rimskih trgovskih karavan, ki so se po jantarski poti odpravljale proti Baltskemu morju. Kalizijo je omenil Ptolemaj v 2. stoletju n. št. Nekateri zgodovinarji dvomijo, da je bila Kalizija Kalisz, in trdijo da je bila nekje na ozemlju Didunov v Veliki Germaniji.

### Srednji vek
Arheološka izkopavanja so odkrila zgodnjesrednjeveško naselbino iz obdobja dinastije Pjastov približno od 9. do 12. stoletja. Sodobni Kalisz je bil najverjetneje ustanovljen v 9. stoletju kot glavno mesto province in manjša utrdba. Kot del Velikopoljske, ki je bila zibelka poljske države, je bil del Poljske od njene ustanovitve v 10. stoletju. Leta 1106 je mesto zavzel Boleslav III. Krivousti in ga vključil v svoje fevdalne posesti. Med letoma 1253 in 1260 je mesto dobilo mestne pravice v skladu z nemškim mestnim pravom (poljsko Zakon Środa Śląska po mestu Środa Śląska v Šleziji), lokalno različico magdeburškega prava, in je kmalu začelo rasti. Bil je eno od najbogatejših mest Velikopoljske je med fevdalno razdrobljenostjo Poljske tvoril ločeno vojvodstvo, ki mu je vladala lokalna veja dinastije Pjastov. Leta 1264 je Boleslav Pobožni v mestu izdal Kališki statut, ki je bil edinstven zaščitni privilegij za Jude med njihovim preganjanjem v zahodni Evropi, zaradi česar je Poljska v naslednjih stoletjih postala cilj judovskega preseljevanja iz drugih držav. Po združitvi Poljske je mesto postalo središče tkalstva in  izdelkov iz lesa ter eno od kulturnih središč Velikopoljske.
Leta 1282 je poljski veliki vojvoda Przemisl II. potrdil mestne zakone, leta 1314 pa ga je kralj Vladislav Kratki razglasil za glavno mesto vojvodstva Kalisz. Kalisz, ki se je nahajal približno v središču Poljske, kot so takrat veljale njene meje, je bil pomembno trgovsko središče. Leta 1331 so mesto med obleganjem tevtonskih vitezov Poljaki uspešno obranili. Zaradi njegove strateške lege je kralj Kazimir III. Veliki leta 1343 v Kaliszu podpisal mirovni sporazum s Tevtonskim viteškim redom. Kot kraljevo mesto je Kalisz uspel ubraniti številne prvotne privilegije. Leta 1426 je bila v mestu zgrajena mestna hiša. V Kaliszu je bil pokopan poljski veliki vojvoda Mješko III. Stari. V 14. stoletju so med epidemijami bolezni Jude napadale mestne drhali pod obtožbo, da zastrupljajo mestne vodnjake.

### 1500-1914
Leta  1574 so v Kalisz prišli jezuiti in leta 1584 odprli jezuitski kolegij, ki je postal središče izobraževanja na Poljskem. Približno takrat je začel pomen Kalisza upadati. Njegovo mesto je prevzel bližnji Poznanj.
K gospodarskemu razvoju območja je pripomoglo veliko število protestantskih čeških bratov, ki so se naselili v Kaliszu in okolici, potem ko so bili leta 1620 izgnani iz Češke.
V 18. stoletju je skozi mesto potekala ena od dveh glavnih poti, ki sta povezovali Varšavo in Dresden. Po njej sta pogosto potovala poljska kralja Avgust II. Močni in Avgust III. Leta 1789 je v Kaliszu živelo 881 Judov, 29 % prebivalcev mesta. Leta 1792 je požar uničil večji del mestnega središča.
V drugi delitvi Poljske leta 1793 je Kalisz pripadel Kraljevini Prusiji in bil preimenovan v nemški Kalisch. Tistega leta je bilo 40% meščanov Judov. Leta 1801 je Wojciech Bogusławski zbral eno od prvih igralskih skupin v Kaliszu.
Leta 1807 je Kalisz postal prestolnica dežele znotraj Varšavskega vojvodstva. Med Napoleonovim pohodom na Rusijo je bil po Yorckovi konvenciji v Tauroggenu leta 1812 v Kaliszu naslednje leto  sklenjen Steinov sporazum med Rusijo in Prusijo, ki je potrdil, da je Prusija na strani zaveznikov.
Po porazu Napoleona Bonaparta je Kalisz postal glavno mesto province Kongresne Poljske in nato glavno mesto province Ruskega imperija. V 20. letih 19. stoletja je bila ustanovljena posebna judovska četrt, ki je obstajala leta 1862.
Bližina pruske meje je pospešila gospodarski razvoj mesta in Kalisz je začel privabljati številne priseljence, ne samo iz Poljske in Ruskega carstva, ampak tudi iz nemških držav. Leta 1860 je v mestu živelo 4.423 Judov, 34,5 % vseh prebivalcev. Med januarsko vstajo  so poljski uporniki 15. aprila 1863 v bližini mesta izbojevali dva zmagovita spopada z Rusi. Leta 1881 so ruske oblasti izgnale judovske prebivalce, ki niso imeli ruskega državljanstva. Leta 1897 je bilo v mestu 7.580 Judov, še vedno približno tretjina celotnega prebivalstva.
Leta 1920 je nova železniška proga povezala Kalisz z Varšavo in Lodžem.

### Prva svetovna vojna in obdobje med vojnama
Z izbruhom prve svetovne vojne se je bližina meje za Kalisz izkazala za katastrofalno. Bil je eno prvih mest, uničenih leta 1914. Med 2. in 22. avgustom je nemška vojska pod poveljstvom majorja Hermanna Preuskerja obstreljevala in nato požgala Kalisz, čeprav so se ruske čete umaknile iz mesta, ne da bi ga branile. Nemške čete, v katerih je bilo mnogo Poljakov, so bile sprva miroljubno sprejete, potem pa se je stanje spremenilo. Med zasedbo je bilo aretiranih in nato pobitih osemsto mož. Mesto je bilo nato do tal požgano, preostali prebivalci pa izgnani. Od približno 68.000 meščanov  leta 1914 jih je leto pozneje v Kaliszu ostalo le še 5.000. Do konca prve svetovne vojne je bil velik del mestnega središča bolj ali manj obnovljen in številnim nekdanjim prebivalcem je bilo dovoljena vrnitev.
Po vojni je Kalisz postal del nove neodvisne Poljske. 13. decembra 1918 je v Kaliszu prisegel prvi obmejni bataljon, sestavljen iz prostovoljcev iz Kalisza in Ostrówa Wielkopolskega, preden se je pridružil velikopoljskemu uporu (1918–1919) proti Nemčiji. Obnova mesta se je nadaljevala in leta 1925 je bila odprta nova mestna hiša. Po popisu prebivalstva na Poljskem leta 1931 je v Kaliszu živelo 15.300 Judov, kar je bilo skoraj 30 % celotnega prebivalstva mesta. Leta 1939 je imel Kalisz približno 81.000 prebivalcev, od tega 27.000 Judov.

### Druga svetovna vojna
Bližina meje se je med nemško invazijo na Poljsko septembra 1939 znova izkazala za katastrofalno. Kalisz je bil po nemški zasedbi priključen k Nemčiji. Wehrmacht se je za odpor maščeval s pobojem poljskih branilcev, ki so jih usmrtili v samem mestu in v bližnjem naselju Winiary. Več kot 1000 ljudi je bilo aretiranih za talce. Med umorjenimi je bilo veliko izobražencev v okviru nemškega programa uničenje poljske inteligence. Od septembra 1939 do marca 1940 je bilo aretiranih približno 750 Poljakov iz Kalisza, Ostrówa Wielkopolskega in drugih bližnjih naselij. Večina  je bila umorjena v velikih pobojih v gozdu Winiary. Novembra 1939 je nacistična paravojaška Einsatzgruppe VI pobila 41 Poljakov na lokalnem judovskem pokopališču. Med žrtvami je bil predvojni poljski župan mesta Kalisz Ignacy Bujnicki. Aprila in maja 1940 so številne Poljake, aretirane v regiji, zlasti učitelje, zaprli v lokalni zapor in nato deportirali v koncentracijski taborišči Mauthausen in Dachau, kjer so jih pomorili.
V Kaliszu so Nemci ustanovili taborišče za ponemčevanje poljskih otrok, odvzetih staršem (Gaukinderheim). Otroci so dobili nova nemška imena in priimke, za kakršno koli rabo poljskega jezika pa so bili kaznovani tudi s smrtjo. Med umorjenimi je bil na primer štirinajst let star deček  Zygmunt Światłowski. Po bivanju v taborišču so bili otroci izgnani v Nemčijo, Po vojni so se na Poljsko vrnili samo nekateri, usoda mnogih pa je še danes neznana.
Do konca druge svetovne vojne je bilo umorjenih približno 30.000 lokalnih Judov. 20.000 lokalnih Poljakov je bilo umorjenih ali deportiranih v bolj vzhodne pokrajine  okupirane poljske (Generalni guvernat) ali v Nemčijo na suženjsko prisilno delo. Leta 1945 je imel Kalisz približno 43.000 prebivalcev – približno polovico manj kot pred vojno. Leta 1945 je bil vrnjen Poljski.
Po vojni so se Judje, ki so preživeli holokavst, vrnili v mesto. Leta 1946 jih je v mestu živelo okoli 500. Do konca 1940. let jih je ostao samo še 100, ki so se kasneje zlili v poljsko družbo.

### Povojno obdobje
Leta 1975 je Kalisz po reformi državne uprave, ki jo je izvedel Edward Gierek, ponovno postal glavno mesto pokrajine - Vojvodstva Kalisz. Vojvodstvo je bilo leta 1998 ukinjeno in od takrat je Kalisz sedež okrožja okraja v Velikopoljskem vojvodstvu. Leta 1976 so se meje mesta močno razširile z vključitvijo okoliških naselij Majków, Nosków, Piwonice in Szczypiorno. Poljsko protikomunistično odporniško gibanje za obrambo človekovih in državljanskih pravic je v mestu izdajalo neodvisen podtalni tisk. Avgusta 1980 so se zaposleni v lokalnih tovarnah pridružili protikomunističnim stavkam po vsej državi, ki so privedle do ustanovitve Solidarnosti, ki je imela osrednjo vlogo pri popadu komunistične vladavine na Poljskem.
11. junija 1991 je bila slovesna proslava v spomin na ustanovitev mesta leta 1282. Leta 1992 je Kalisz postal sedež škofije katoliške cerkve. Leta 1997 je Kalisz obiskal papež Janez Pavel II.
V mestu je do leta 2007 delovala tovarna klavirjev 'Calisia'. Zgradba tovarne je bila leta 2019 preurejena v hotel Calisia One.
Novembra 2021 so poljski skrajno desni nacionalisti v Kaliszu organizirali antisemitski shod, ki se ga je udeležilo na stotine ljudi. Zažgali so knjigo z rdečimi platnicami, ki naj bi simbolizirala Kališki statut iz leta 1264, zgodovinski sporazum, ki je ščitil pravice Judov na Poljskem.

## Podnebje
Kalisz ima oceansko podnjebje (Köppnova podnebna klasifikacija: Cfb).
| Podnebni podatki za Kalisz (1991–2020 normalni in ekstremi, 1951–dnes) | Podnebni podatki za Kalisz (1991–2020 normalni in ekstremi, 1951–dnes) | Podnebni podatki za Kalisz (1991–2020 normalni in ekstremi, 1951–dnes) | Podnebni podatki za Kalisz (1991–2020 normalni in ekstremi, 1951–dnes) | Podnebni podatki za Kalisz (1991–2020 normalni in ekstremi, 1951–dnes) | Podnebni podatki za Kalisz (1991–2020 normalni in ekstremi, 1951–dnes) | Podnebni podatki za Kalisz (1991–2020 normalni in ekstremi, 1951–dnes) | Podnebni podatki za Kalisz (1991–2020 normalni in ekstremi, 1951–dnes) | Podnebni podatki za Kalisz (1991–2020 normalni in ekstremi, 1951–dnes) | Podnebni podatki za Kalisz (1991–2020 normalni in ekstremi, 1951–dnes) | Podnebni podatki za Kalisz (1991–2020 normalni in ekstremi, 1951–dnes) | Podnebni podatki za Kalisz (1991–2020 normalni in ekstremi, 1951–dnes) | Podnebni podatki za Kalisz (1991–2020 normalni in ekstremi, 1951–dnes) | Podnebni podatki za Kalisz (1991–2020 normalni in ekstremi, 1951–dnes) |
| Mesec                                                                  | Jan                                                                    | Feb                                                                    | Mar                                                                    | Apr                                                                    | Maj                                                                    | Jun                                                                    | Jul                                                                    | Avg                                                                    | Sep                                                                    | Okt                                                                    | Nov                                                                    | Dec                                                                    | Letno                                                                  |
| ---------------------------------------------------------------------- | ---------------------------------------------------------------------- | ---------------------------------------------------------------------- | ---------------------------------------------------------------------- | ---------------------------------------------------------------------- | ---------------------------------------------------------------------- | ---------------------------------------------------------------------- | ---------------------------------------------------------------------- | ---------------------------------------------------------------------- | ---------------------------------------------------------------------- | ---------------------------------------------------------------------- | ---------------------------------------------------------------------- | ---------------------------------------------------------------------- | ---------------------------------------------------------------------- |
| Povprečna nizka temperatura °C                                         | —                                                                      | —                                                                      | —                                                                      | —                                                                      | —                                                                      | —                                                                      | —                                                                      | —                                                                      | —                                                                      | —                                                                      | —                                                                      | —                                                                      | 5.5                                                                    |
| Vir 1: Institute of Meteorology and Water Management                   |                                                                        |                                                                        |                                                                        |                                                                        |                                                                        |                                                                        |                                                                        |                                                                        |                                                                        |                                                                        |                                                                        |                                                                        |                                                                        |
| Vir 2: Meteomodel.pl (records, relative humidity 1991–2020)            |                                                                        |                                                                        |                                                                        |                                                                        |                                                                        |                                                                        |                                                                        |                                                                        |                                                                        |                                                                        |                                                                        |                                                                        |                                                                        |

## Vera
V mestu je 19 katoliških, pet protestantskih in ena pravoslavna cerkev. Stara sinagoga je bila zgrajena leta 1698, nova pa leta 1879. Pred drugo svetovno vojno je bilo v Kaliszu približno 25.000 Judov. Večina je bila med vojno pomorjena v holokavstu. Do poletja 1942 je bila judovska skupnost v Kaliszu popolnoma uničena.

## Šolstvo
Kalisz je izobraževalno stedišče regije. V njem je 29 osnovnih, 15 srednjih in pet visokih šol, sedem kolegijev in kakšnih deset strokovnih šol. V mestu je nekaj oddelkov Poznanjske univerze, Poznanjske ekonomske univerze in Poznanjske tehnološke univerze. V mestu deluje glasbena šola Henryka Melcerja.

## Gospodarstvo
V samem mestu je malo industrije. V njem je Winiary (del grupe Nestlé), tovarna za predelavo hrane Colian in tkalnicajeansa  Big Star. V Kaliszu sta dve tovarni letalskih motorjev: WSK-Kalisz in Pratt & Whitney Kalisz, veja Pratt & Whitney Canada.

## Kuhinja
Napolitanke andruty kaliskie izvirajo iz Kalisza in so najbolj znano tovrstno živilo na Poljskem.
Druga uradno zaščitena tradicionalna posebnost območja, ki jo je določilo Ministrstvo za kmetijstvo in razvoj podeželja Poljske,  so domači hladno stiskani sokovi iz svežega sadja regije Kalisz, proizvedeni po tradicionalnih receptih brez kakršnih koli dodatkov. Sem spadajo sokovi iz jabolk, hrušk, češenj, črnega ribeza, rdečega ribeza, jagod in malin. Tradicija sega več stoletij v preteklost.

## Šport
Najbolj priljubljena športa sta rokomet in nogomet.  Med najboljša moštva na Poljskem spadajo 
- MKS Kalisz – moška rokometna ekipa, ki igra v Poljski superligi
- SSK Calisia Kalisz – ženska rokometna ekipa, ki igra v Poljski ženski rokometni  ligi; ekipa je bila štirikrat državna prvakinja (1997, 1998, 2005, 2007)
- KKS Kalisz – moška nogometna ekipa, ki igra v drugi ligi

V mestu je tudi veslaški klub Kaliskie Towarzystwo Wioślarskie, najstarejši na Poljskem, ustanovljen leta 1894.
- Del srednjeveškega mestnaga obzidja
- Tržni al Mali trg
- Gledališče Wojciecha Bogusławskega
- Staro mestni jedro z baziliko Marijinega vnebovzetja
- Stolnica sv. Nikolaja v starem delu mesta
- Reka Prosna

## Mednarodni stiki
Kalisz je obraten z naslednjimi mesti:
| - Erfurt, Nemčija (od 1984) - Hamm, Nemčija (od 1991) - Hautmont, Francija (od 1958) - Heerhugowaard, Nizozemska (od 1992) - Kamianets-Podilskyi, Ukrajina (od 1993) | - La Louvière, Belgija (od 1998) - Martin, Slovaška (od 1996) - Preston, Združeno kraljestvo (od 1989) - Adria, Italija - Figueres, Španija | - Loveč, Bolgarija - Minsk, Belorusija - Szentendre, Madžarska - Tongeren, Belgija |